# Franz Kleinpeter (fotbalista)
Franz Kleinpeter (4. listopadu 1910 – ?) byl rakouský fotbalový záložník.

## Hráčská kariéra
Na začátku 30. let 20. století hrál za Wacker Vídeň. V sezoně 1932/33 působil v DSV Saaz (Žatec), odkud přestoupil do Bohemians. V československé lize nastoupil ke dvěma utkáním, aniž by skóroval. V rakouské lize hrál za Wiener AC a Favoritner AC.

### Prvoligová bilance
| Ročník          | Zápasy | Góly | Minuty | Klub          |
| --------------- | ------ | ---- | ------ | ------------- |
| I. liga 1933/34 | 2      | 0    | –      | AFK Bohemians |
| I. liga 1935/36 | 10     | 0    | –      | Wiener AC     |
| I. liga 1937/38 | 7      | 2    | –      | Favoritner AC |
| CELKEM I. LIGA  | 2      | 0    | –      |               |
| CELKEM I. LIGA  | 17     | 2    | –      |               |